# Лесбийский феминизм

Лабрис, с конца 1970-х символ лесбийской и феминистской силы и самодостаточности

Лесби́йский фемини́зм — это культурное движение и критическая точка зрения. Данное движение было наиболее популярным в 1970-х и начале 1980-х (преимущественно в Северной Америке и Западной Европе). Оно рассматривает вопросы о положении лесбиянок в обществе и отрицает гетеронормативность. Наиболее значимые мыслительницы и активистки лесбийского феминизма — Шарлотта Банч, Рита Мэй Браун, Адриенна Рич, Мэрилин Фрай, Мэри Дейли, Шейла Джеффрис, Моник Виттиг и Сара Ахмед.
Лесбийский феминизм возник в начале 1970-х годов из-за неудовлетворённости феминизмом второй волны и гей-освободительным движением.

## Основные идеи
Одной из ключевых тем лесбийского феминизма является анализ гетеросексуальности как института. Лесбийские феминистские тексты работают, чтобы денатурировать гетеросексуальность и, основываясь на этой денатурализации, исследовать «корни» гетеросексуальности в таких институтах, как патриархат, капитализм и колониализм. Кроме того, лесбийский феминизм защищает лесбиянство как рациональный результат отчуждения и неудовлетворённости этими институтами.
Шейла Джеффрис выделяет семь главных целей лесбийского феминизма:
- Акцент на любви женщины к женщине
- Создание сепаратистских организаций
- Общество и идеи
- Лесбиянство — вопрос выбора
- Личное есть политическое
- Отказ от социальной иерархии
- Критика мужского превосходства

Лесбийские феминистки утверждают, что интерсекциональность в частности пересечения пола, гендера, класса и расы является важным компонентом лесбийской феминистской мысли.

## Сепаратизм

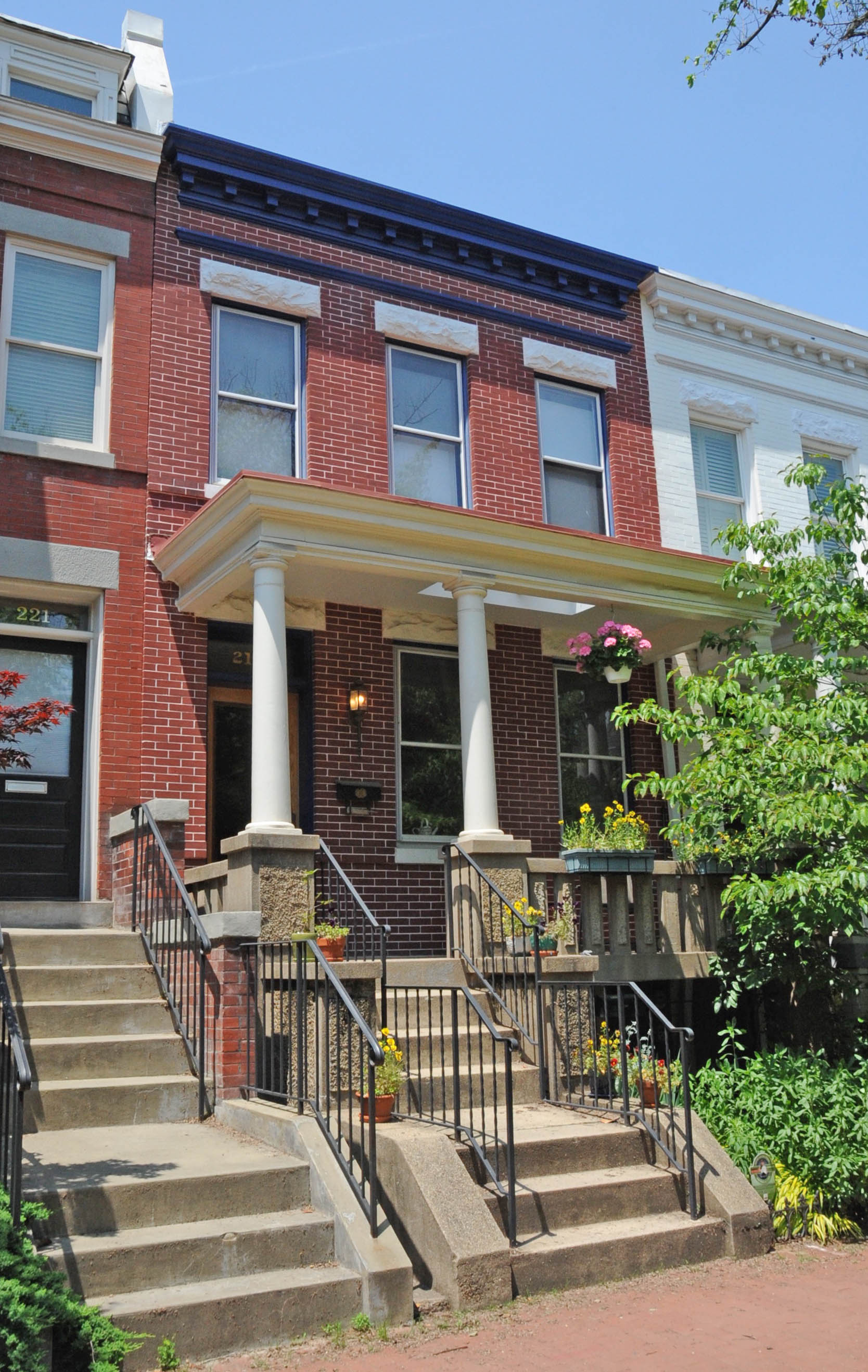
Дом в Вашингтоне по адресу 219 11th Street SE, где жили участницы лесбийского сепаратистского коллектива «Фурии»

Лесбийский сепаратизм является формой сепаратистского феминизма, характерной для лесбиянок. Сепаратизм рассматривается лесбиянками как временная стратегия и как пожизненная практика, но в основном последняя. При сепаратистском феминизме лесбиянство позиционируется как ключевая феминистская стратегия, которая позволяет женщинам вкладывать свои силы в других женщин, создавая новое пространство и диалог о женских отношениях, и, как правило, ограничивает их отношения с мужчинами. Лесбийский сепаратизм стал популярным в 1970-х годах, так как некоторые лесбиянки сомневались в том, что им есть что предложить обществу или даже движению за права геев. В 1970 году семь женщин, в том числе Дель Мартин, выступили перед северной конференцией гомофильных (то есть гомосексуальных) организаций по поводу значимости движения за права геев для женщин, входящих в него. Делегаты приняли резолюцию в пользу освобождения женщин. Летом 1971 года группа лесбиянок, называющая себя «Фурии», образовала коммуну, открытую только для лесбиянок, где они выпускали ежемесячную газету. «Фурии» состояли из двенадцати женщин в возрасте от восемнадцати до двадцати восьми, все феминистки, все лесбиянки, все белые, среди них трое детей. Они делили домашние дела и одежду, жили вместе, держали часть своих денег вместе и спали на матрасах на общем полу. Они также открыли школу для обучения женщин авто и ремонту дома, чтобы они не зависели от мужчин. Газета продолжалась с января 1972 года по июнь 1973 года. Сама коммуна прекратила своё существование в 1972 году.
Шарлотта Банч, ранняя участница «Фурии», рассматривала сепаратистский феминизм как стратегию, период «первого шага» или временный выход из основного направления деятельности для достижения конкретных целей или повышения личного роста. Другие лесбиянки выбрали сепаратизм как пожизненную практику.
В своей книге 1988 года «Лесбийская этика: на пути к новым ценностям» философ-лесбиянка Сара Люсия Хогланд ссылается на потенциал лесбийского сепаратизма побуждать лесбиянок развивать здоровую общественную этику, основанную на общих ценностях. Хогланд чётко определяет различие (первоначально отмеченное автором-лесбийским сепаратистом и антологом Джулией Пенелопой) между лесбийской субкультурой и лесбийским сообществом.
Бетт Таллен считает, что лесбийский сепаратизм, в отличие от некоторых других сепаратистских движений, «не связан с созданием независимого государства, а с развитием автономной самоидентификации и созданием сильного, твёрдого лесбийского сообщества».
Лесбийский историк Лилиан Фадерман описывает сепаратистские импульсы лесбийского феминизма, которые создали культуру и культурные артефакты, как «предоставление любви между женщинами большей видимости» в более широкой культуре. Фадерман также считает, что лесбийские феминистки, действовавшие для создания сепаратистских институтов, сделали это, чтобы «принести свои идеалы в отношении целостности, воспитания нуждающихся, самоопределения и равенства труда и вознаграждений во всех аспектах институционального строительства и экономики».
Практика лесбийского сепаратизма иногда включает в себя концепции, связанные с квир-национализмом и политическим лесбиянством. Некоторые люди, которые идентифицируют себя как лесбийских сепаратисток, также связаны с практикой дианической викки. В другом месте лесбийские феминистки считают женский сепаратизм довольно распространённым явлением и изучают мифологию, окружающую его. Очерк эссе Мэрилин Фрай (1978) «Сепаратизм и власть» — один из таких примеров. Она позиционирует женский сепаратизм как стратегию, практикуемую всеми женщинами в какой-то момент и присутствующую во многих феминистских проектах (можно сослаться на женские убежища, избирательные квоты или программы обучения женщин). Она утверждает, что только тогда, когда женщины практикуют это самосознательно, как отделение от мужчин, это воспринимается с полемикой.
Тем не менее, другие лесбийские феминистки выдвигают понятие «тактического сепаратизма» от мужчин, отстаивая и вкладывая средства в такие вещи, как женские святилища и группы по повышению сознательности, а также исследуя повседневные практики, к которым женщины могут временно отступать или практиковать одиночество от мужчин и мужественность. Однако некоторые лесбийские феминистские группы скептически относились к сепаратизму. Таким образом, видная группа чернокожих лесбиянок-феминисток заявила, что сепаратизм не является жизнеспособной политической стратегией для них.
Если бы основание лесбийского феминистского движения могло быть точно определено в определённый момент, это было бы, вероятно, в мае 1970 года, когда радикальная группа, активистская группа из 20 лесбиянок во главе с писательницей-лесбиянкой Ритой Мэй Браун, взяла на себя Конгресс женщин, объединяющих женщин. На конференции в Нью-Йорке, без приглашения они выстроились на сцене в одинаковых футболках с надписью «Угроза лаванды» и потребовали, чтобы микрофон зачитал вслух 400 зрителей своё эссе «Идентифицированная женщина», в котором изложены основные заповеди их движения. Позже Эдриен Рич включила эту концепцию в своё эссе «Принудительная гетеросексуальность и лесбийское существование», в котором она раскрывает идею о том, что патриархат диктует женщинам ориентироваться на мужчин или быть «женщинами, отождествлёнными с мужчинами». Смена фокуса внимания и энергии с мужчин на женщин — это способ противостоять патриархальному угнетению.
Вопреки некоторым распространённым представлениям о «мужских ненавистных муках», лесбийская феминистская теория не поддерживает концепцию женской мужественности. Сторонники, такие как Шейла Джеффрис, утверждают, что «все формы мужественности являются проблематичными».
Это одна из основных областей, в которых лесбийский феминизм отличается от квир-теории, возможно, лучше всего её можно резюмировать в заметке Джудит Халберштам о том, что «Если бы Шейлы Джеффрис не существовало, Камилла Палья должна была бы её изобрести».
Подавляющее большинство активистов и учёных, связанных с феминистской теорией лесбиянок, были женщины. Однако есть несколько исключений. Например, политический теоретик Юджин Льюис, чья критика патриархального общества исследует параллели между театральным издевательством над женщинами в произведениях К. С. Льюиса и подпольными мужскими проституционными кольцами, описывает себя как «лесбийскую феминистку в идеологическом смысле».

## Лесбиянки и мейнстримный феминизм
В качестве критической точки зрения, лесбийский феминизм, возможно, лучше всего определяется в противовес господствующему феминизму и квир-теории. Несомненно, утверждалось, что основной феминизм был виновен в гомофобии в том, что он не смог интегрировать сексуальность в качестве основной категории гендерного исследования, и в том, что он рассматривал лесбиянство как отдельную проблему. В этом отношении классический текст Эдриен Рич (1980) «Принудительная гетеросексуальность и лесбийское существование» поучителен и является одним из ориентиров в лесбийском феминизме.
Лесбиянки были активны в основном американском феминистском движении. Впервые проблемы лесбиянок были внесены в Национальную организацию женщин в 1969 году, когда Айви Боттини, открытая лесбиянка, которая была тогда президентом нью-йоркского отделения, провела публичный форум под названием «Является ли лесбиянство феминистским вопросом». Однако президент Бетти Фридан была против участия лесбиянок в движении. В 1969 году она сослалась на растущую видимость лесбиянок как «угрозу лаванды» и уволила редактора открытых лесбийских рассылок Риту Мэй Браун, а в 1970 году она спровоцировала изгнание лесбиянок, в том числе Айви Боттини, из нью-йоркской главы. В ответ, в первый вечер, когда четыреста феминисток собрались в аудитории на Конгрессе 1970 года для объединения женщин, группа из двадцати женщин в футболках с надписью «Угроза лаванды» вышла в переднюю часть зала и повернулась лицом к аудитории. Затем одна из женщин прочитала заявление группы «Идентифицированная женщина», первое крупное заявление лесбиянок-феминисток. Группа, которая впоследствии называла себя «радикалистами», была одной из первых, кто бросил вызов гетеросексизму гетеросексуальных феминисток и описал лесбийский опыт в позитивном ключе. В 1971 году была принята резолюция, в которой провозглашалось, что «право женщины на её собственную личность включает в себя право определять и выражать свою собственную сексуальность и выбирать свой собственный образ жизни», а также резолюцию конференции, в которой говорится, что принуждать матерей-лесбиянок оставаться в браке или жить тайной жизнью, пытаясь удержать своих детей, было несправедливо. В 1973 году была создана целевая группа по сексуальности и лесбиянству.
В 2014 году «Организация пожилых лесбиянок за перемены» (OLOC) опубликовала «Заявление против сексизма», в котором говорится: «Мужчины управляют миром, а женщины должны служить согласно убеждению, что мужчины превосходят женщин, что является патриархатом. Система, с помощью которой мужская универсальная власть поддерживается и поддерживается. OLOC работает ради достижения конца патриархата и освобождение всех женщин».
В ноябре 1977 года Национальная женская конференция в США опубликовала Национальный план действий, в котором частично говорится:

«Конгресс, штат и местные законодательные органы должны принять законодательство, направленное на ликвидацию дискриминации по признаку сексуальных предпочтений в областях, включая, но не ограничиваясь, занятость, жильё, общественные помещения, кредит, общественные учреждения, государственное финансирование и вооружённые силы. Законодательные органы штатов должны реформировать свои уголовные кодексы или отменить законы штатов, ограничивающие частное сексуальное поведение между взрослыми по обоюдному согласию. Законодательные органы штатов должны принять законодательство, запрещающее рассмотрение сексуальных отношений или любовная ориентация как фактор в любом судебном определении прав ребёнка на опеку или посещение. Скорее, дела об опеке над детьми должны оцениваться исключительно на основании того, какая из сторон является лучшим родителем, независимо от сексуальной и любовной ориентации этого человека.»
Оригинальный текст (англ.)Congress, State, and local legislatures should enact legislation to eliminate discrimination on the basis of sexual and affectional preference in areas including, but not limited to, employment, housing, public accommodations, credit, public facilities, government funding, and the military. State legislatures should reform their penal codes or repeal State laws that restrict private sexual behavior between consenting adults. State legislatures should enact legislation that would prohibit consideration of sexual or affectional orientation as a factor in any judicial determination of child custody or visitation rights. Rather, child custody cases should be evaluated solely on the merits of which party is the better parent, without regard to that person's sexual and affectional orientation.

Появление квир-теории в 1990-х годах основывалось на определённых принципах лесбийского феминизма, включая критику обязательной гетеросексуальности, понимание гендера, которое частично определяется гетеросексуальностью, и понимание сексуальности как институциональной, а не личной. Несмотря на это, квир-теория в значительной степени противопоставлена традиционному лесбийскому феминизму. Квир-теоретики принимают гендерфлюидность, и, соответственно, критикуют лесбийский феминизм за эссенциалистское понимание пола, которое противоречит их заявленным целям. Лесбийские феминистки критикуют квир-теорию как неявно ориентированную на мужчин и воссоздающую ориентированный на мужчин фронт освобождения геев, от которого лесбийские феминистки изначально искали убежища. Квир-теоретики возразили, указав, что большинство наиболее известных теоретиков-квиров — феминистки, а многие — лесбиянки.

## Взгляды на БДСМ
Из-за своей ориентации на равенство в сексуальных отношениях, лесбийский феминизм традиционно был против любой формы БДСМ, которая предполагает сохранение гендерных стереотипов. Эта точка зрения была оспорена в конце 1970-х годов, прежде всего группой Самуа. Самуа — феминистская организация из Сан-Франциско, ориентированная на БДСМ. Сооснователем Самуа была феминистка и ЛГБТ-активистка Гейл Рубин. Участницы Самуа твёрдо убеждены, что их способ практиковать БДСМ был полностью совместим с феминизмом, и постановили, что взгляды на сексуальность организации «Женщины против насилия в порнографии и средствах массовой информации» были консервативными и пуританскими.
Напротив, многие темнокожие лесбийские феминистки выступали против БДСМ как расистской практики. Согласно учёным Дарлин Пагано, Карен Симс и Роуз Мейсон, садомазохизм, в частности, является практикой, которой часто не хватает чувствительности к опыту темнокожих женщин, так как он исторически может быть связан с подобными формами сексуального насилия и доминирования в отношении рабынь.

## Взгляды на бисексуальность
Бисексуальность отвергается некоторыми лесбийскими феминистками как реакционная и антифеминистская реакция на лесбийский феминизм. Известен случай, когда бисексуалка подала иск на лесбийский феминистский журнал «Common Lives/Lesbian Lives», утверждая, что по причине бифобии её статья не была опубликована.
Ряд женщин, которые когда-то были вовлечены в активную деятельность лесбийских феминисток, стали бисексуалками после того, как осознали свою привлекательность для мужчин. Широко изученным примером лесбийско-бисексуального конфликта в рамках феминизма был Нортгемптонский прайд-марш (1989—1993), где многие вовлечённые феминистки обсуждали вопрос о том, следует ли включать бисексуалок и совместима ли бисексуальность с феминизмом. Типичная критика бисексуальности со стороны лесбийских феминисток заключалась в том, что она якобы является антифеминистской и формой ложного сознания, и что бисексуальные женщины, которые вступают в отношения с мужчинами, были «обмануты и отчаялись». Однако с 1990-х годов напряжённость в отношениях между бисексуальными феминистками и лесбийскими феминистками ослабла, поскольку бисексуальные женщины стали более популярными в феминистском сообществе. Тем не менее, некоторые лесбийские феминистки, такие как Джули Биндел, по-прежнему критически относятся к бисексуальности. Биндел описала женскую бисексуальность как «модную тенденцию», продвигаемую из-за «сексуального гедонизма», и поставила под вопрос существование бисексуальности. Она также сравнивала бисексуалов с любителями кошек и дьяволопоклонниками. Лесбийская феминистка Шейла Джеффрис пишет в «Лесбийской ереси» (1993), что, хотя многим феминисткам удобно работать вместе с мужчинами-геями, им неудобно общаться с бисексуальными мужчинами. Джеффрис утверждает, что, мужчины-геи вряд ли станут заниматься сексуальными домогательствами до женщин, а мужчины-бисексуалы с такой же вероятностью будут доставлять женщинам беспокойство, как и гетеросексуальные мужчины.

## Взгляды на трансгендерность
Хотя взгляды лесбиянок-феминисток различны, существует особый тип лесбиянок-феминисток, которые выступают против прав транс-людей. Они позиционируют трансгендерных людей как, в лучшем случае, половых обманщиков, предмета дискурса о увечьях или как усиливающих поддержку гендерных стереотипов. Эта позиция отмечена интенсивной полемикой. По мнению феминистских критиков данной позиции, исключение транс-женщин и трансфобия противоречат основным концепциям современного феминизма. Шейла Джеффрис суммировала аргументы по этой теме в «Раскрытии квир-политики» (2003) и «Гендерные страдания» (2014). Некоторые радикальные лесбийские феминистки противодействуют операциям по коррекции пола, так как рассматривают их в качестве «формы насилия», сродни БДСМ (при этом обходится стороной факт существования лесбийских феминистских БДСМ-организаций: Самуа, The Outcasts, The Exiles и других). Подобное отношение к коррекции пола не является мейнстримным в феминистском движении. Кроме того, согласно научным исследованиям, трансгендерный переход в подавляющем большинстве случаев улучшает качество жизни транс-женщин и транс-мужчин. С третьей волны феминизма (1990—2010-e годы) борьба за права транс-людей стала рассматриваться как неотъемлемая часть феминизма. Четвёртая волна феминизма (приблизительно с 2013 года) также является транс-инклюзивной (включающей транс-женщин). Фонд феминистского большинства и Национальная организация женщин официально поддерживают борьбу за права транс-женщин наравне с цис-женщинами.
В 1979 году лесбийская радикальная феминистка Дженис Реймонд опубликовала книгу «Транссексуальная империя». Она видела роль транссексуальности — особенно психологические и хирургические подходы к ней — в укреплении гендерных стереотипов, а также способов, которыми медико-психиатрический комплекс медикализирует гендерную идентичность, и социальный и политический контекст, который имеет сыграли важную роль в превращении транссексуального лечения и хирургии в нормальную и терапевтическую медицину. Раймонд утверждала, что транссексуальность основана на «патриархальных мифах» о «материнстве мужчин» и «создании женщины по образу мужчины». По её мнению, всё это сделано для того, чтобы «колонизировать феминистскую идентификацию, культуру, политику и сексуальность», добавив: «все транссексуалы насилуют женские тела, превращая настоящую женскую форму в артефакт, присваивая это тело себе». В настоящее время подобные взгляды, отрицающие соматические права человека (включая не только право на коррекцию пола, но и право на аборт), расцениваются как реакционные и антифеминистские. В своей книге Реймонд включает разделы о Сэнди Стоун, транс-женщине, которая работала звукорежиссёром и Кристи Барски, обвиняя обеих в создании разногласий в женских пространствах. Данное произведение подверглось резкой критике, как содержащее личные нападки на этих людей. Её взгляды на транссексуальность были раскритикованы многими феминистскими и ЛГБТ-активистами как трансфобные и представляющие собой язык ненависти, направленный против транссексуальных мужчин и женщин. В частности, аргументы Реймонд раскритиковала и опровергла Кэрол Ридделл в работе «Разделённое сестринство» (1980). Деятельность, направленную не на борьбу с патриархатом, а на угнетение транс-женщин, она охарактеризовала как 

«Переключение энергии и гнева, которые должны направляться вовне, против мужской системы — внутрь, против небольшой группы уязвимых женщин».Оригинальный текст (англ.)“The deflection of energy and anger which needs to go outwards, against the male system, inwards, against a small group of vulnerable women.”
Позже Сэнди Стоун опубликовала ответ на трансфобную критику Реймонд в статье «Империя наносит ответный удар» (1991), которая считается первой работой по трансфеминизму.
В «Жить феминистской жизнью» (2017) Сара Ахмед представляет лесбийский феминизм как фундаментальный и необходимый союз с трансфеминизмом. Ахмед считает, что антитрансгендерная позиция является антифеминистской позицией, и против феминистского проекта создания миров для поддержки тех, для кого гендерный фатализм (то есть мальчики будут мальчиками, девочки будут девочками) вреден.

## Лесбийский феминизм и чёрный феминизм

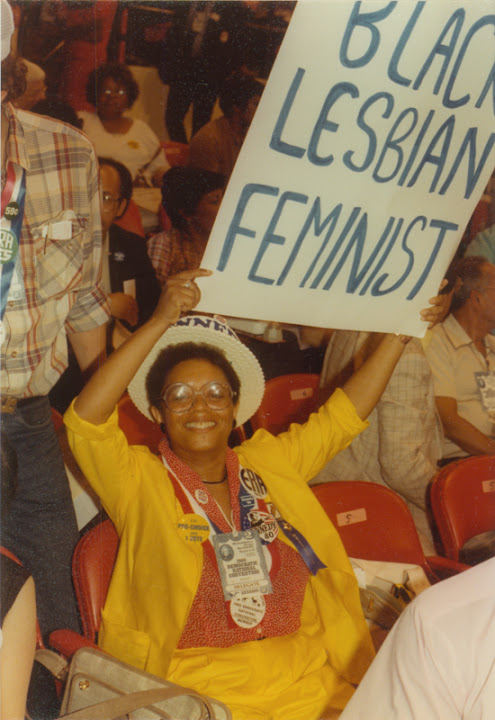
Чёрная лесбийская феминистска на Демократическом национальном конгрессе 1980 года

Феминизм среди цветных лесбиянок возник как ответ на тексты, написанные белыми лесбийскими феминистскими авторами в конце 1970-х годов. Как правило, лесбийский феминизм в то время не распознавал проблемы, связанные с интерсекциональной связью между расой, полом и классом (тройным угнетением). Помимо этого, лесбийские феминистки обсуждали связь между феминизмом как движением и «идеологией культурного национализма или расовой гордости», а также с различиями, встречающимися в распространённых текстах. Среди наиболее влиятельных цветных лесбиянок — Одри Лорд, Глория Анзалдуа, Черри Морага, Барбара Смит, Пэт Паркер, Кейт Рушин, Маргарет Слоун-Хантер, Шерил Кларк и Очи Кюриэль. Одри Лорд рассказала, как эти движения должны пересекаться в своей речи 1979 года «Инструменты мастера никогда не разрушат дом мастера». В частности, она заявила: 

«Как женщин, нас учили либо игнорировать наши различия, либо рассматривать их в качестве причины для разлуки и подозрения, а не как силы для перемен. Без сообщества нет освобождения, только самое уязвимое и временное перемирие между человеком и его угнетением. Но сообщество не должно означать потерю наших разногласий или жалкое притворство о том, что этих различий не существует».Оригинальный текст (англ.)As women, we have been taught either to ignore our differences, or to view them as causes for separation and suspicion rather than as forces for change. Without community there is no liberation, only the most vulnerable and temporary armistice between an individual and her oppression. But community must not mean a shedding of our differences, nor the pathetic pretense that these differences do not exist.
Чёрный лесбийский феминизм происходит от чёрного феминизма и движения за гражданские права в начале 1970-х годов. Чёрный лесбийский феминизм появился в качестве решения проблемы расизма в основном феминистском движении, которое было охарактеризовано как созданное белыми, среднего класса и преимущественно гетеросексуальными женщинами. Согласно заявлению Барбары Смит 1979 года, «причина расизма — это феминистская проблема, которая легко объясняется внутренним определением феминизма», а феминизм является «политической теорией и практикой освобождения всех женщин: цветных женщин, женщин рабочего класса, бедных женщин, женщин с ограниченными возможностями, лесбиянок, пожилых женщин, а также белых экономически привилегированных гетеросексуальных женщин». Позже, в 1984 году, она расширила свои взгляды на предназначение чёрного лесбийского феминизма на следующее:

«Движение, направленное на борьбу с сексуальным, расовым, экономическим и гетеросексуальным угнетением, не говоря уж о том, выступающим против империализма, антисемитизма, угнетения, которым подвергаются инвалиды, старые и молодые. Одновременно с этим оно бросает вызов милитаризму и неизбежному ядерному уничтожению, как полной противоположности перечисленному».Оригинальный текст (англ.)A movement committed to fighting sexual, racial, economic and heterosexist oppression, not to mention one which opposes imperialism, anti-Semitism, the oppressions visited upon the physically disabled, the old and the young, at the same time that it challenges militarism and imminent nuclear destruction is the very opposite of narrow.
Наиболее известные чёрные лесбийские феминистки были писателями, а не учёными, и выражали свою позицию литературными способами. Аллида Мэй Блэк заявляет, что в отличие от чёрного феминизма, в 1977 году положение чёрного лесбийского феминизма было не так ясно, как положение чёрного феминизма и было «аллюзией в тексте». Кроме этого, позиция чёрных лесбийских феминисток было выражено в их интервью и публичных выступлениях. Таким образом, в интервью 1980 года, Одри Лорд заявила, что «настоящая феминистка имеет дело с лесбийским сознанием, независимо от того, спит ли она с женщинами», а также что все чернокожие женщины, признают ли они это или нет, они лесбиянки, потому что они «воспитаны в остатках по сути матриархального общества» и всё ещё угнетаются патриархатом.
Сообщество реки Комби — базирующаяся в Бостоне группа чёрных феминисток, которая была сформирована как радикальная альтернатива Национальной организации чёрных феминисток (NBFO), основанной Маргарет Слоун-Хантер в 1973 году. Для членов организации NBFO не уделялось должного внимания вопросам сексуальности и экономического угнетения. Коллектив объединил женщин, которые были недовольны расизмом в феминистском движении белых и сексизмом в движении за гражданские права. Название организации ссылается на подземный железнодорожный рейд на реке Комби, который произошёл в 1863 году под руководством Гарриет Табмен и освободил 750 рабов. Сообщество реки Комби опубликовал в 1977 году заявление, в котором описывалось видение организации как противодействия всем формам угнетения — включая сексуальность, гендерную идентичность, класс, инвалидность и возрастное угнетение (позднее включённое в концепцию интерсекциональности), которые сформировали условия для жизнь чернокожих женщин.

### Изобразительное искусство
В своём «Заявлении» Сообщество реки Комби определил себя как левую организацию, склонную к социализму и антиимпериализму. Организация также заявила, что в отличие от некоторых белых феминистских групп или NBFO, члены Коллектива «солидарны с прогрессивными чернокожими мужчинами и не выступают за дробление» и подчёркивают, что «позиция лесбийского сепаратизма не является жизнеспособным политическим анализом». Более поздняя форма искусства, используемая для выражения идей чёрных лесбийских феминисток, — это кино. «НЕТ! Документальный фильм об изнасиловании» (англ. NO! The Rape Documentary, 2006), документальный фильм, который исследует, как изнасилование используется в качестве оружия гомофобии.

## Критика
Постмодернистское течение феминизма критикует лесбийские исследования за использование бинарной логики исключительности и эссенциализм. Согласно феминистке-философу Джудит Батлер, в настоящее время является ошибочным восприятие лесбийского теоретизирования авангардной позицией в феминизме. По её мнению, данный проект приведёт лишь к усилению позиции «принудительной гетеросексуальности». В своих работах Батлер доказывает, что лесбийская теория основывается на эссенциалистском понятии идентичности, что является «теоретически наивным и политически сдерживающим».